# Prato Muzio
Prato Muzio è una frazione del comune italiano di Gadesco-Pieve Delmona.
In origine nota come Prato, assunse la denominazione di Prato Muzio nel 1862.
Nel 1869 il comune di Prato Muzio venne soppresso ed annesso al comune di Pieve Delmona.